# Acacia pachyceras
Acacia pachyceras är en ärtväxtart som beskrevs av Oskar Schwartz. Acacia pachyceras ingår i släktet akacior, och familjen ärtväxter. Utöver nominatformen finns också underarten A. p. najdensis.